# Siège de Ta'if
Batailles de Mahomet
Le siège de Taif se déroula en 630, lorsque les musulmans assiégèrent la ville de Taëf après leur victoire à la bataille de Hunayn et à celle d'Autas. Cependant, la ville ne céda pas au siège. L’un de leurs chefs, Urwah ibn Mas'ud (en), était absent au Yémen durant ce siège. Mahomet engagea des catapultes et des peltastes pour la prise de la forteresse, mais ne fut pas en mesure d’y pénétrer par les armes.